# Primitiopsis
Primitiopsis is een geslacht van uitgestorven kreeftachtigen uit de klasse van de Ostracoda (mosselkreeftjes).

## Soorten
- Primitiopsis circumreticulata Hessland, 1949 †
- Primitiopsis cristata (Jones & Holl, 1885) Henningsmoen, 1955 †
- Primitiopsis dorsoplicata Henningsmoen, 1955 †
- Primitiopsis eifliensis Kummerow, 1953 †
- Primitiopsis elegans Harris, 1957 †
- Primitiopsis elongata (Teichert, 1937) Harris, 1957 †
- Primitiopsis excavata Harris, 1957 †
- Primitiopsis ezerensis Gailite, 1966 †
- Primitiopsis lineapuncta Schallreuter, 1986 †
- Primitiopsis minima Sarv, 1968 †
- Primitiopsis minuta Harris, 1957 †
- Primitiopsis ornata Peneau, 1928 †
- Primitiopsis planifrons Jones, 1887 †
- Primitiopsis reticristata (Jones, 1887) Henningsmoen, 1955 †
- Primitiopsis reticularis Shi & Wang, 1987 †
- Primitiopsis rotunda Neckaja, 1960 †
- Primitiopsis suavis Gailite, 1966 †
- Primitiopsis valida (Jones & Holl, 1886) Henningsmoen, 1955 †